# Eternal Summer (pel·lícula de 2006)
Eternal Summer (xinès simplificat: 盛夏光年, pinyin: Shèngxià Guāng Nián) és una pel·lícula taiwanesa del 2006 dirigda per Leste Chen.

## Argument
A l'entrada de la secundària al comtat de Hualien, en Jonathan, l'estudiant brillant de la classe, és forçat per la mestra a amistar-se amb en Shane, el més conflictiu. La relació entre tots dos s'enforteix i constitueix amb el pas del temps una amistat cabdal en la vida de tots dos. Deu anys més tard, però, la fa trontollar l'arribada de la Carrie, una educanda hongkonguesa, que comença a sortir amb en Jonathan en secret fins que ell s'adona que és gai i li agrada el seu millor amic. Passat aquest episodi, en Shane la festeja i ella accedeix a tenir-hi una relació amorosa si ell reïx en l'examen d'admissió a la universitat. Al capdavall, es forma un triangle amorós entre els tres individus.

## Repartiment
- Joseph Chang com a Shane Yu (xinès simplificat: 余守恒, pinyin: Yu Shou-heng)
- Ray Chang com a Jonathan Kang (xinès simplificat: 康正行, pinyin: Kang Cheng-hsing)
- Kate Yeung com a Carrie Tu (xinès simplificat: 慧嘉, pinyin: Hui-chia)

## Recepció

### Crítica
El film va ser aclamat per la crítica professional, a banda de demostrar amb certesa la viabilitat comercial de la temàtica LGBT en el mercat cinematogràfic xinès. De fet, la venda anticipada d'entrades va superar els 1,2 milions de iuans, així que en tant que pel·lícula taiwanesa va establir el rècord en aquest àmbit. Per a acabar-ho d'adobar, fins al 2008 va acumular 10 milions de dòlars taiwanesos. Amb tot, el visionatge en va ser restringit a Corea del Sud als majors d'edat per contenir escenes sexuals explícites.
Yi-Sheng Ng de Fridae va qualificar-la de «la pel·lícula gai més intensa que ha sortit mai del Taiwan, i una de les més boniques». En va destacar la capacitat de cortrencar l'audiència. En canvi, Ho Yi de Taipei Times en va elogiar la direcció de fotografia i els escenaris on pren lloc. Pel que fa a l'argument, va assegurar: «El sorprenent d'aquesta pel·lícula és el precís retrat que fa Chen de l'amor homosexual. L'escena de sexe entre Shou Heng i Cheng Hsing és presentada amb molta cura i, en lloc d'encendre l'espectador amb intenció eròtica, ensenya els problemes sentimentals entre els dos personatges i la tendresa que desprenen».
D'altra banda, Enrico Azzano de la revista Quinlan va declarar que «l'amor, sigui hetero o homosexual, correspost o sofert, fugaç o etern, dona forma al llargmetratge: un amor exprés també en la dimensió eròtica i hormonal, que és realitzat amb el remarcable realisme de Leste Chen». Pel que fa a Dan Fainaru de Screen Daily, va articular el parer sobre Eternal Summer així: «Dirigit i interpretat amb una emoció sincera per part de tres jóvens actors que prometen ser el futur del cinema del Taiwan, aquest relat d'amistat entre dos hòmens de la infantesa a l'adolescència és tota una fita per a un director que té amb prou feines 25 anys». Finalment, Russell Edwards de Variety en va lloar la banda sonora del film, que encaixa dins l'ambient de malenconia general.

### Premis i nominacions
| Any  | Premi                                                         | Categoria                  | Receptor             | Resultat  | Ref.   |
| ---- | ------------------------------------------------------------- | -------------------------- | -------------------- | --------- | ------ |
| 2006 | Premis de Cinema Golden Horse                                 | Millor actor secundari     | Joseph Chang         | Nominat   | [ 11 ] |
| 2006 | Premis de Cinema Golden Horse                                 | Millor debutant            | Ray Chang            | Guanyador | [ 11 ] |
| 2006 | Premis de Cinema Golden Horse                                 | Millor debutant            | Joseph Chang         | Nominat   | [ 11 ] |
| 2006 | Premis de Cinema Golden Horse                                 | Millor cançó original      | "盛夏光年" de Mayday | Nominat   | [ 11 ] |
| 2006 | Festival Internacional de Cinema de Tòquio                    | Millor pel·lícula asiàtica | Eternal Summer       | Nominat   | [ 12 ] |
| 2008 | Festival Internacional de Cinema Gai i Lèsbic de Gran Canaria | Millor pel·lícula          | Eternal Summer       | Guanyador | [ 13 ] |